# 星序楼梯草
星序楼梯草（学名：Elatostema asterocephalum）为荨麻科楼梯草属下的一个种。

## 扩展阅读
- 維基物種上的相關：星序楼梯草